# Краснашены
Краснашены (рум. Crăsnăşeni, Крэснэшень) — село в Теленештском районе Молдавии. Относится к сёлам, не образующим коммуну.

## География
Село расположено на высоте 96 метров над уровнем моря.

## Население
По данным переписи населения 2004 года, в селе Крэснэшень проживает 1298 человек (640 мужчин, 658 женщин).
Этнический состав села:
| Национальность | Число жителей | Процентный состав |
| -------------- | ------------- | ----------------- |
| молдаване      | 1274          | 98.15             |
| румыны         | 17            | 1.31              |
| украинцы       | 4             | 0.31              |
| русские        | 2             | 0.15              |
| прочие         | 1             | 0.08              |
| Всего          | 1298          | 100 %             |